# 道の駅みまき
道の駅みまき（みちのえき みまき）は、長野県東御市にある長野県道40号諏訪白樺湖小諸線の道の駅である。

## 施設
- 駐車場
  - 普通車：21台
  - 大型車：3台
  - 身障者用：2台
- トイレ
  - 男：大 8器（1器）、小 16器（5器）
  - 女：13器（4器）
  - 身障者用：2器（2器）

※（）内は、24時間利用可能
- レストラン（11:00 - 14:30、17:30　-　21：00）
- 日帰温泉施設「御牧乃湯」（10:00 - 21:00）
- スポーツ施設
- 物産館

## 休館日
- 毎月第3木曜日

## アクセス
- 長野県道40号諏訪白樺湖小諸線 - 登録路線
  - 長野県道166号東部望月線

## 周辺
- 布引観音